# Schnorrův podpis
Schnorrův podpis je v kryptografii označení schématu digitálního podpisu navrženého v letech 1989–1991 německým matematikem Clausem Schnorrem. Podobně jako algoritmus DSA ze stejné doby je toto schéma založeno na obtížnosti hledání diskrétního logaritmu v obecných grupách.

## Schéma

### Výběr parametrů
- Uživatelé určí grupu {\displaystyle G} řádu {\displaystyle q} a její generátor {\displaystyle g}.
- Uživatelé určí kryptografickou hašovací funkci {\displaystyle H:\{0,1\}^{*}\rightarrow \mathbb {Z} _{q}}.

### Generování klíčů
- Uživatel si náhodně zvolí svůj nenulový soukromý klíč {\displaystyle x\in \mathbb {Z} _{q}}.
- Veřejným klíčem uživatele je pak hodnota {\displaystyle y=g^{x}}.

### Podpis
Pro danou zprávu {\displaystyle M}:
- je náhodně zvoleno nenulové {\displaystyle k\in \mathbb {Z} _{q}}
- je spočítáno {\displaystyle r=g^{k}}
- je spočítáno {\displaystyle e=H(r\parallel M)}, kde {\displaystyle \parallel } značí sřetězení, a {\displaystyle r} a {\displaystyle M} jsou brány jako bitové řetězce
- je spočítáno {\displaystyle s=k-xe}

Podpisem je pak pár {\displaystyle (s,e)}, kde {\displaystyle s,e\in \mathbb {Z} _{q}}.

### Ověření podpisu
- Je spočítáno {\displaystyle r_{v}=g^{s}y^{e}}
- Je spočítáno {\displaystyle e_{v}=H(r_{v}\parallel M)}

Pokud {\displaystyle e_{v}=e}, pak je podpis správný.

## Bezpečnost
Podobně jako u principiálně příbuzných schémat DSA, ECDSA a ElGamal je důležité nepoužívat opakovaně stejnou hodnotu {\displaystyle k}, jinak může útočník zjistit hodnotu soukromého klíče. V případě Schnorrova podpisu mu k tomu poslouží rovnost
{\displaystyle s'-s=(k'-k)-x(e'-e)},
pomocí které lze při {\displaystyle k'=k} a {\displaystyle e\neq e'} hodnotu {\displaystyle x} získat velice snadno. Kromě toho existují podobně fungující útoky i pro případy, kdy {\displaystyle k} sice nejsou stejná, ovšem nejsou ani zcela náhodná a je nasbírán dostatečný počet {\displaystyle k}, která jsou určitým způsobem podobná.